# بوستان جنگلی کوهسار شهران

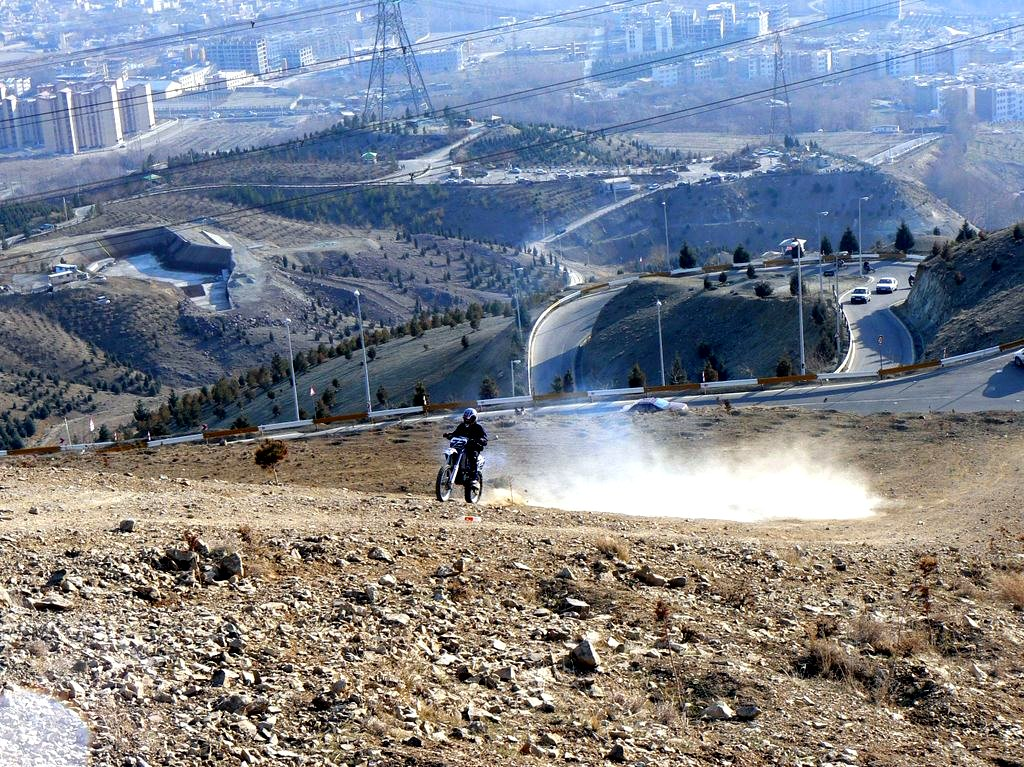
نمایی از بوستان کوهسار شهران

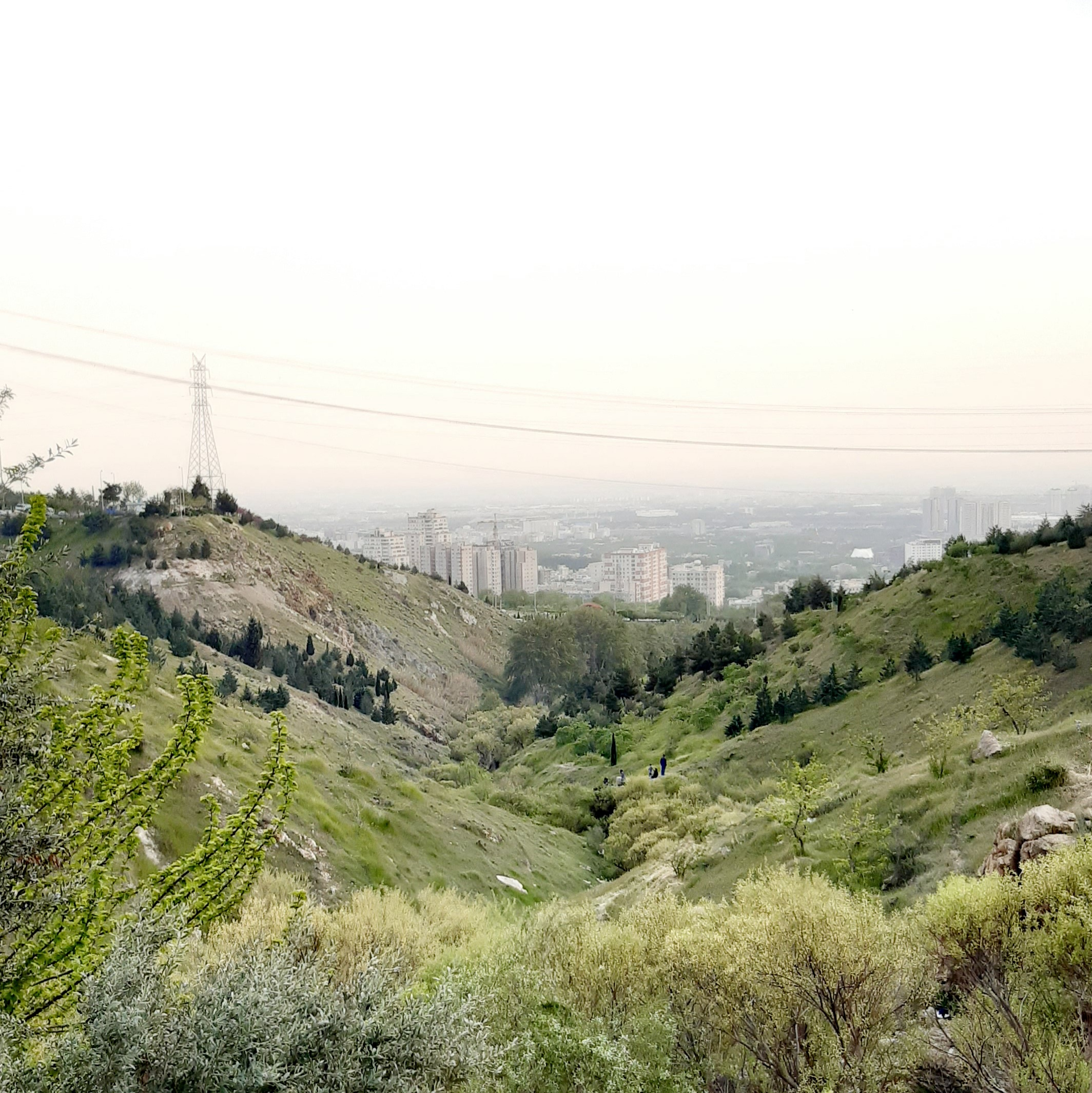
نمایی دیگر از بوستان جنگلی کوهسار شهران

بوستان جنگلی کوهسار شهران یک بوستان شهری است که در شمال باختر شهر تهران قرار دارد.
بوستان کوهسار بزرگ‌ترین بوستان جنگلی تهران است و در منطقه ۵ شهرداری تهران قرار گرفته است. این پارک در شمال محلهٔ شهران و شمال شرقی محلهٔ کن قرار دارد و دسترسی به این بوستان از طریق بزرگراه آبشناسان (ایران پارس قدیم ادامه بزرگراه رفسنجانی) بلوار شهران و بلوار کوهسار ممکن است. همچنین از طریق خط ۶ متروی تهران و ایستگاه اتوبوس کوهسار و شهران، می‌توان به راحتی به این بوستان دسترسی داشت. درون بوستان، جادهٔ ماشین‌رو نیز وجود دارد که از طریق آن می‌توان به مناطق بالایی بوستان دسترسی داشت. از امکانات این بوستان می‌توان به پارکینگ، پیست موتورسواری، پاراگلایدر، آموزش ساخت بالن و بومرنگ، آلاچیق، منقل، بوفه، کافه، سفره خانه، رستوران، شهربازی، سرویس‌های بهداشتی و زمین بازی اشاره کرد.

## تله‌کابین کوهسار شهران
تله‌کابین کوهسار شهران با هدف توسعه فضاهای تفریحی و گردشگری و درمجموعه تفریحی کوهسار شهران احداث شد. تله‌کابین کوهسار شهران یکی از بزرگ‌ترین تله‌کابین‌های ایران خواهد شد که طرح‌های تکمیلی این تله‌کابین به مسئولان منابع طبیعی ارائه شده است؛ و با هدف حفاظت و صیانت از اراضی دامنه جنوبی البرز طرح احداث و توسعه جنگلکاری کوهسار شهران نیز با مشارکت سازمان پارکها در حال انجام است و درراستای سیاست‌های مدیریت شهری در احیای منابع طبیعی و حفظ محیط زیست طرح جامع توسعه و احیای پارک جنگلی کوهسار شهران نیز در دستور کار قرار دارد.
در گزارشی به تاریخِ شهریور سال ۱۳۹۰ عنوان شد، مجموعه تفریحی کوهسار شهران به لحاظ چشم‌اندازی که از طبیعت دارا است، روزانه پذیرای ۱۰هزار شهروند می‌باشد.

### فازهای مختلف تله‌کابین کوهسار شهران
تله‌کابین کوهسار تهران در فاز اول از ورودی کوهسار تا بلندی‌های قله بندعیش در تراز ۲ هزار ۳۲۰مسافر را هدایت می‌کند. این تله‌کابین هدف زیارتی هم پیدا خواهد نمود و در مرحله‌ای به سمت امامزاده داود نیز پیش می‌رود، و بحث اتصال این تله‌کابین به تله‌کابین توچال مطرح است که از سال ۱۳۹۹ کار اجرایی آن شروع می‌شود.
طرح تله‌کابین کوهسار شهران تصویب شده و سرمایه‌گذار آن نیز مشخص است و طراحان بین‌المللی روی آن کارکرده‌اند. پیروز حناچی در شهرداری تهران نیز نوید اجرای این طرح را داده است.

## نگارخانه

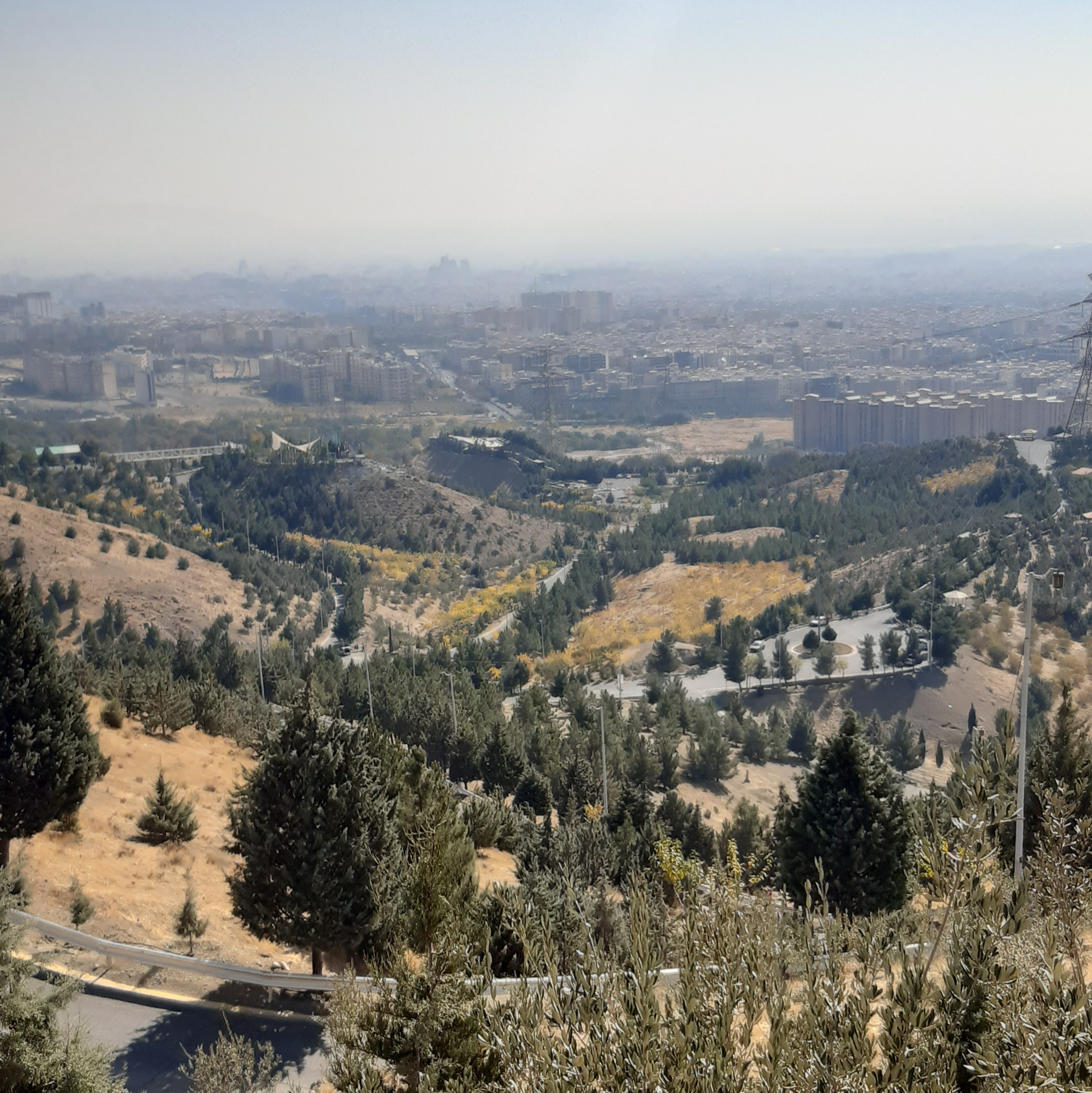
پارک جنگلی کوهسار شهران در روزی دود آلود در تهران
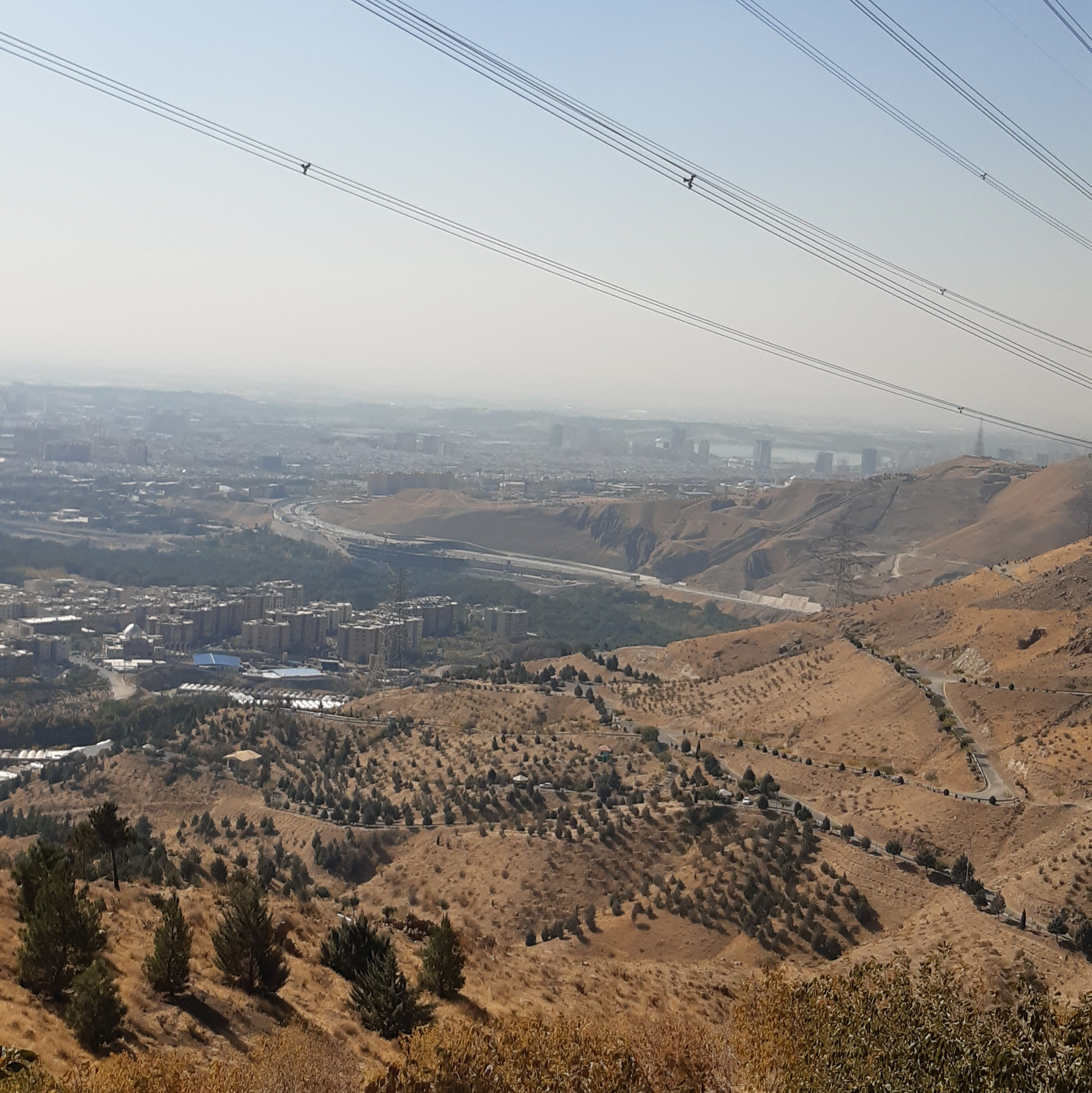
نمای غربی پارک جنگلی کوهسار شهران به سمت دریاچه چیتگر و منطقه ۲۲ تهران
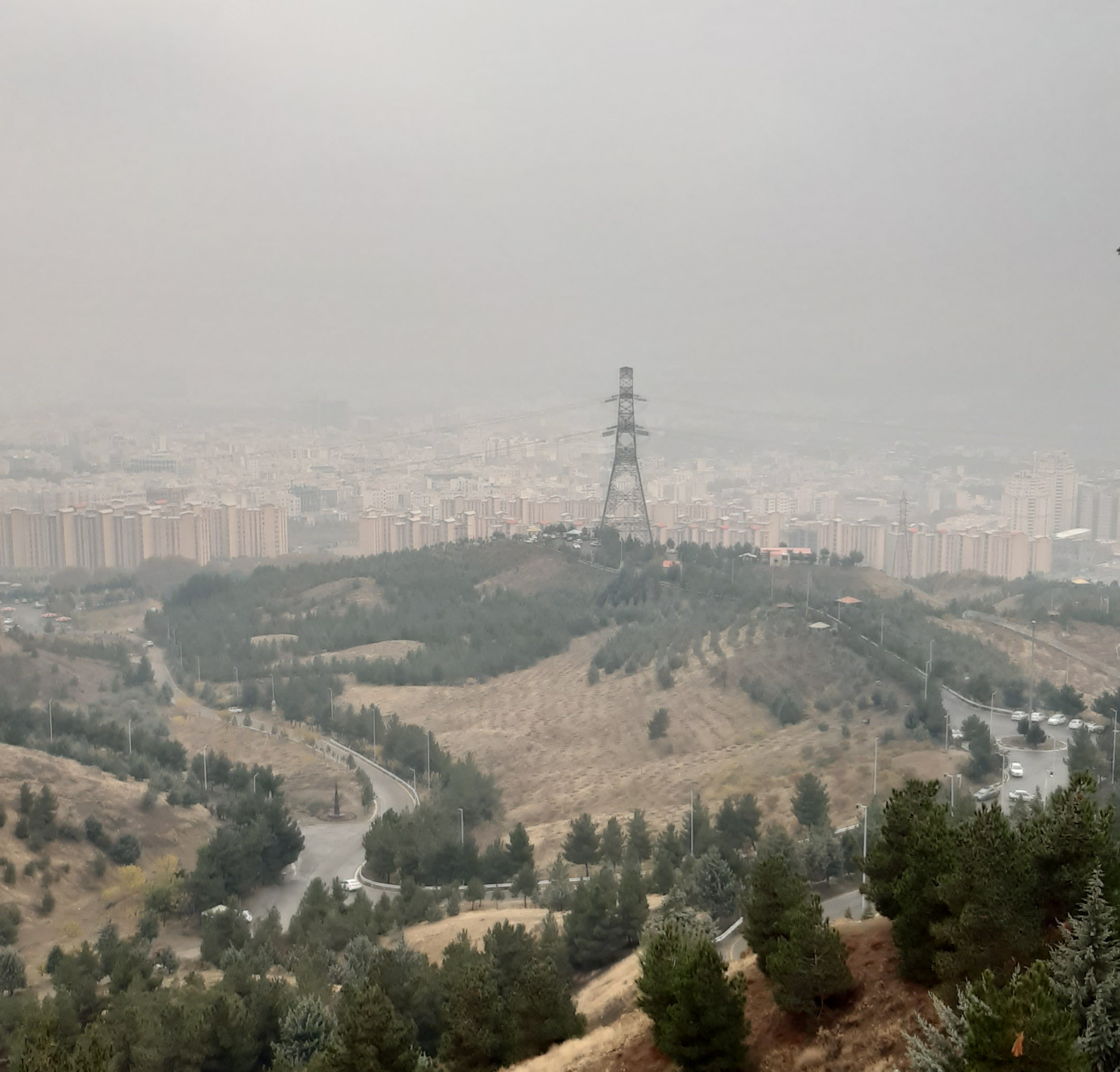
پارک جنگلی کوهسار شهران در روزی مه آلود
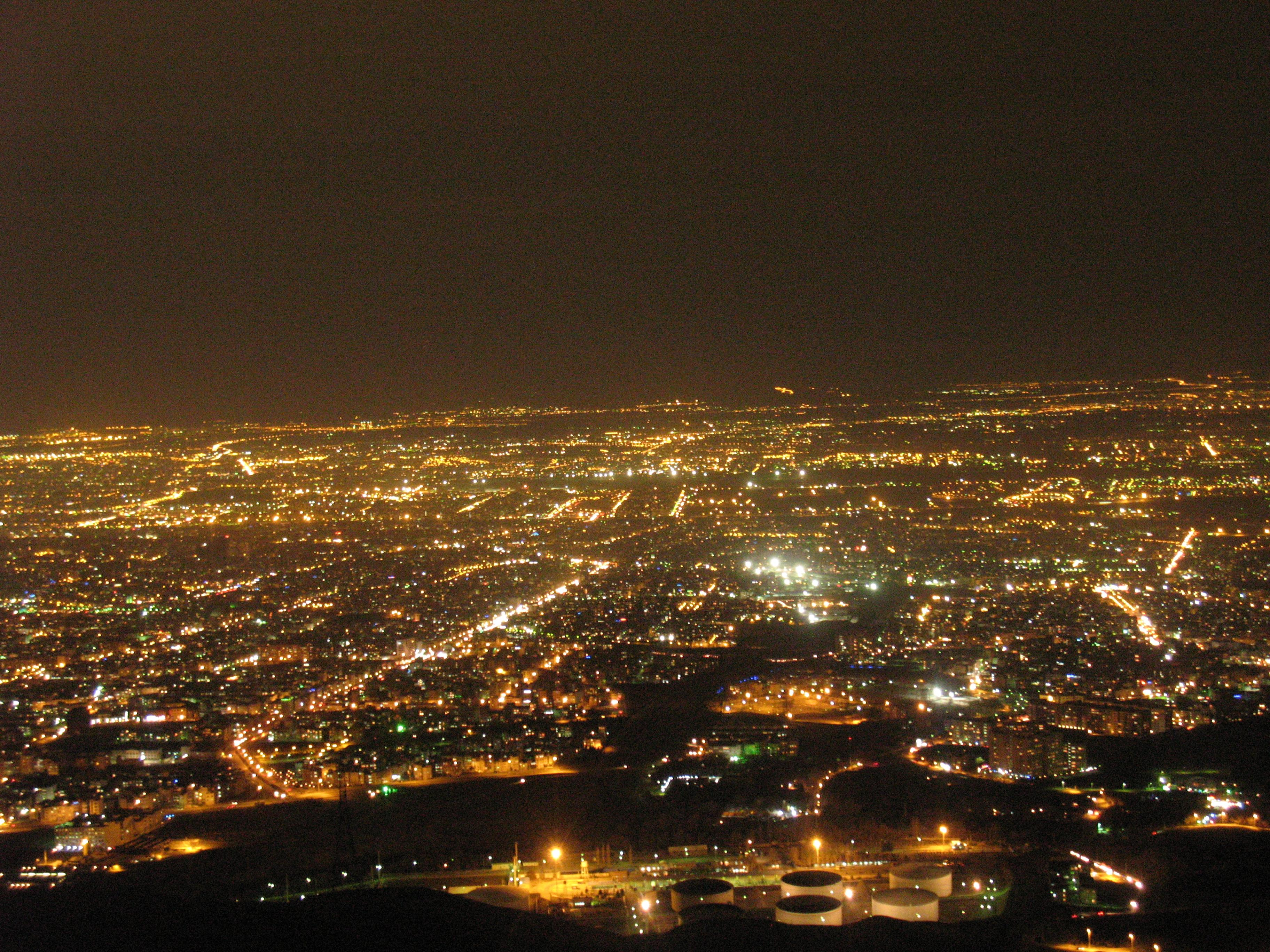
نمای تهران در شب بر فراز کوه‌های کوهسار شهران
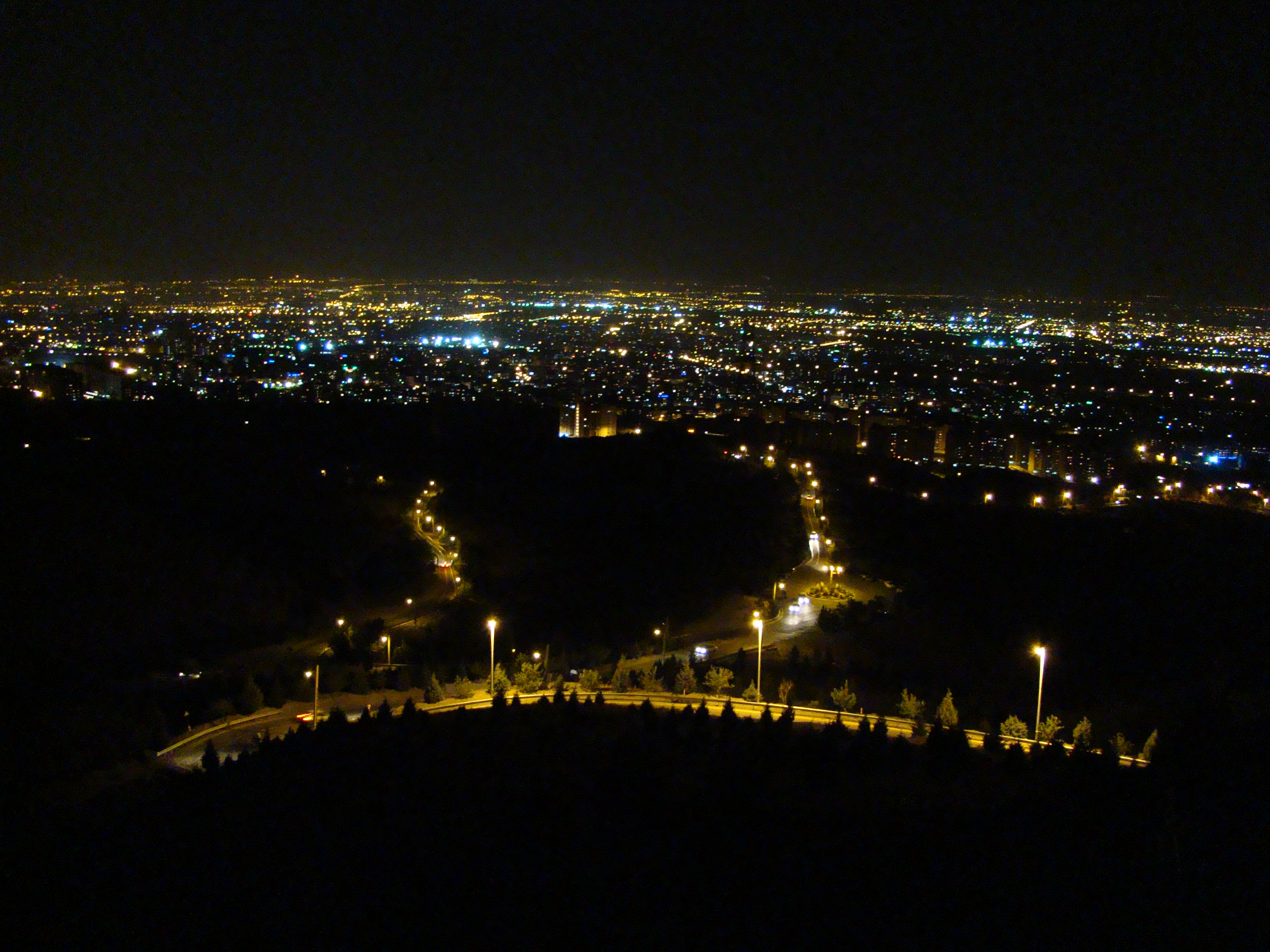
نمای کوهسار شهران در شب